# Verwaltungssprache
Unter Verwaltungssprache oder Behördensprache wird einerseits die Amtssprache verstanden, die gesetzlich oder üblicherweise in Ämtern und Verwaltungen eines Landes oder Gebietes gesprochen und – noch mehr – geschrieben wird. Dabei kann es auch vorkommen, dass mehrere Verwaltungssprachen im selben Staat zur Anwendung kommen, wie z. B. der Schweiz, wo laut Bundesverfassung als Amtssprachen Deutsch, Französisch und Italienisch gelten. Laut der schweizerischen Bundesverfassung ist auch die vierte Landessprache – Rätoromanisch – Amtssprache des Bundes, wenn Bundesbehörden mit rätoromanischsprechenden Personen in Kontakt treten.
Verwaltungssprache bzw. Behördensprache (umgangssprachlich auch Beamtendeutsch) bezeichnet andererseits auch eine sehr förmliche Ausdrucksweise, wie sie häufig im Schriftverkehr von Behörden, Parlamenten und Verwaltungen (z. B. im Justizwesen, bei Finanz- und Sozialämtern, aber auch bei der Post oder der Bahn), aber auch in vielen Privatunternehmen üblich ist. Der Duden nutzt den Ausdruck Amtsdeutsch, wobei auch der Begriff Papierdeutsch verwendet wird, und große Überschneidungen zur juristischen Fachsprache bestehen.
Im deutschsprachigen Raum wird die Behördensprache schon lange kritisiert, weil sie schwer verständlich sei.

## Definition
„Gespreizte, umständliche, unanschauliche Ausdrucksweise, wie sie oft formelhaft in Ämtern verwendet wird.“

„Bezogen auf den Sprachstil wird Papierdeutsch wie folgt  beschrieben: ‚trocken, unlebendig, steif (im Stil, Ausdruck)‘.“

Beide Begriffe beinhalten, laut Duden, im Sprachgebrauch eine Abwertung.

## Merkmale deutscher Verwaltungssprache

### Stil
Der Stil ist auf Genauigkeit und rechtssichere Formulierungen bedacht, wobei  Begriffe und Definitionen aus Gesetzen und Verordnungen oft unverändert übernommen werden. Neben der Übermittlung von Verwaltungsentscheidungen und Gesetzestexten wird Amtsdeutsch in fast allen behördlichen Dokumenten verwendet sowie beim Schriftwechsel mit Behörden, wie z. B. diversen Bescheiden von Kreisverwaltungsämtern.
Verwaltungssprache gilt als umständliche, schwer verständliche Form der deutschen Sprache, die durch lange Sätze mit wenigen Verben geprägt ist. Es handelt sich um einen Soziolekt und in Teilen um eine Fachsprache. Ähnlich wie die Rechtssprache enthält sie kaum eigene Fremdwörter, ist aber vor allem durch ihre grammatikalischen Konstruktionen mit überlangen und oft verschachtelten Sätzen (sogenannten Bandwurmsätzen) meist unverständlich und macht den Behördentext für durchschnittliche Leser intransparent. Hinzu kommen Ausdrücke, die in rechtlichen Texten anders verstanden werden als im Alltagsgebrauch, so etwa „grundsätzlich“. Sie entspricht nach Auffassung einiger daher nicht der Forderung nach einer kundenorientierten Kommunikation zwischen Behörden und Bürgern.
Im Jahr 2000 entschied die Stadtverwaltung von Bochum, Behördenbriefe zukünftig in einer bürgerfreundlichen Sprache zu verfassen. Eine Gruppe von Germanisten der Ruhr-Universität Bochum hilft allen deutschen Gemeindeverwaltungen, Amtstexte so zu gestalten, dass sie für Bürger leichter verständlich sind und besser akzeptiert werden. Auch das Deutsche Forschungsinstitut für öffentliche Verwaltung Speyer forscht und berät zu verständlicher Verwaltungssprache. Mittlerweile gibt es immer mehr Behörden und Unternehmen, die ihre Mitarbeiter für eine Ausdrucksweise sensibilisieren, die sowohl verständlich als auch rechtssicher ist.

### Grammatik
Der Nominalstil, bei dem mehr Substantive als aktiven Verben genutzt werden, ist ein typisches Merkmal der Verwaltungssprache. Hierzu werden Tätigkeiten substantiviert („zur Anzeige bringen“ statt „anzeigen“) oder adjektiviert, also in Eigenschaftswörtern ausgedrückt.
Ein zu übersetzender Beispielsatz aus einem Seminar, das in Landesbehörden und Kommunen angeboten wird:

„Nach erfolgter Ankunft und in Augenscheinnahme der Örtlichkeit gelang mir die Erringung des Sieges.“

Lösung: „Ich kam, ich sah, ich siegte.“ (Veni, vidi, vici)
Sehr häufig werden auch Passivkonstruktionen verwendet, so dass oft nur noch aus dem Zusammenhang erkennbar ist, wer eigentlich die handelnde Person ist.
Weitere grammatikalische Besonderheiten:
- überlange Sätze mit Präpositionalketten („Dieses Gesetz gilt für die Gebühren und Auslagen öffentlich-rechtlicher Verwaltungstätigkeit der Behörden des Bundes und der bundesunmittelbaren Körperschaften, Anstalten und Stiftungen des öffentlichen Rechts, soweit dieses Gesetz oder die Gebührenverordnungen nach § 22 Absatz 3 und 4 für individuell zurechenbare öffentliche Leistungen die Erhebung von Gebühren oder die Erstattung von Auslagen vorsehen.“)[10]
- Genitivketten („Als Erlaubnistatbestandsirrtum bezeichnet man die irrige Annahme der sachlichen Voraussetzungen eines anerkannten Rechtfertigungsgrundes.“)
- formelhafte Umstandsbeschreibungen („zwecks Nachlassgewährung“, „unter Hintansetzung meiner Bedenken“)
- Substantivketten („Antrag auf Aufhebung des Bescheides des Ordnungsamtes über die Beseitigung …“)
- Überlange Substantivkomposita (z. B. Grundstücksverkehrsgenehmigungszuständigkeitsübertragungsverordnung, oder das seit 2013 offiziell nicht mehr verwendete Wort Rindfleischetikettierungsüberwachungsaufgabenübertragungsgesetz, kurz RkReÜAÜG)[11]
- komplexe Adjektivbildungen („kindergeldrechtliche Berücksichtigung“)
- Partizipialkonstruktionen (z. B. „Sie war nicht dazu bestimmt und geeignet, einen über den geprüften Inhalt der in ihr enthaltenen Einzelurkunden hinausgehenden, für sich bestehenden Gedankeninhalt zu beweisen.“)
- widersprüchliche Formulierungen (auch Oxymora genannt) (z. B. „dienende Grundstücke“, „kalte Aussperrung“, „Minuswachstum“)

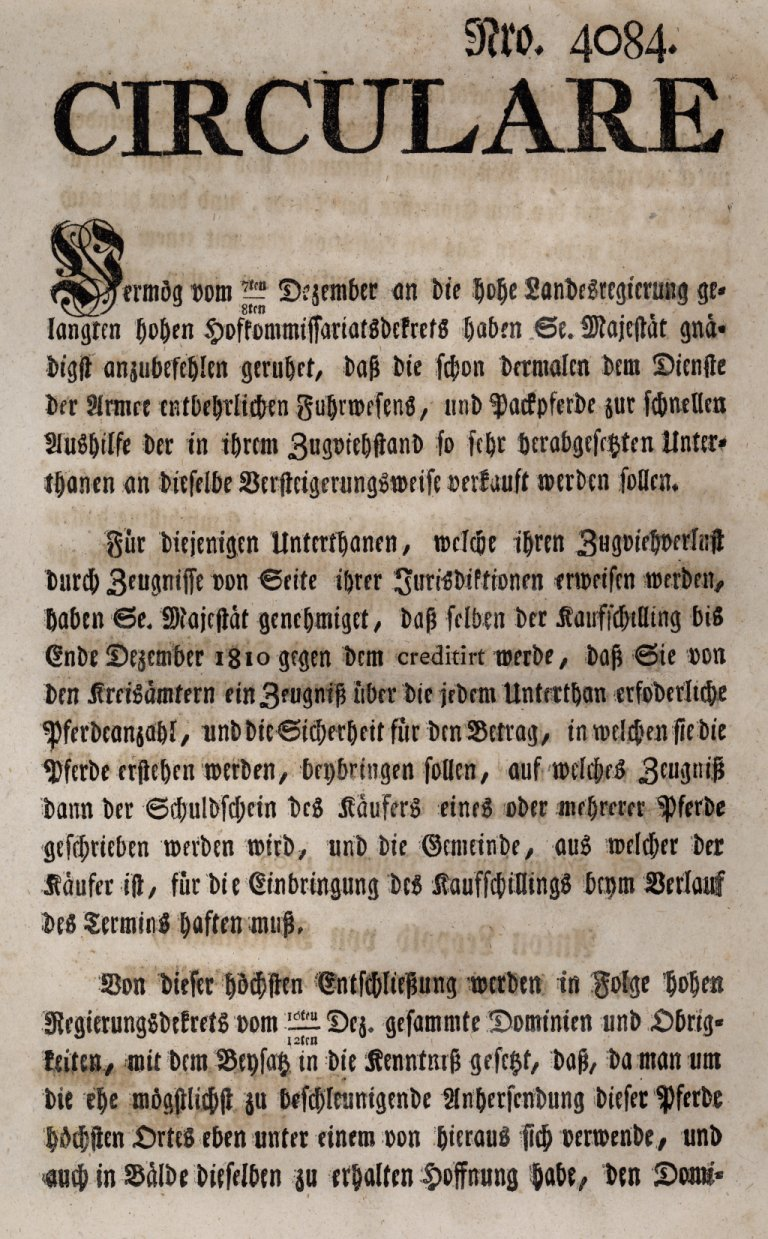
Amtsschreiben von 1809 (Seite 1)
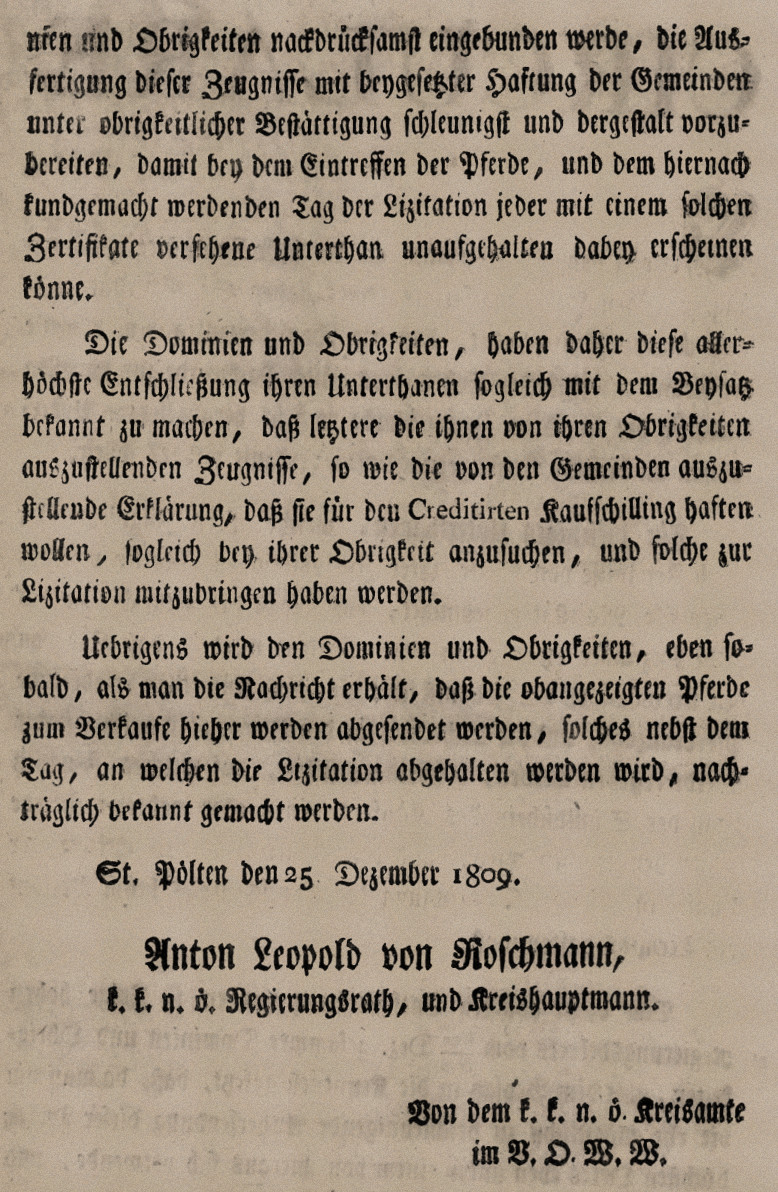
Amtsschreiben von 1809 (Seite 2)

### Wegfall des Fugen-s
In behördlichen Schreiben (z. B. auch Gesetzestexten) entfällt bei vielen zusammengesetzten Wörtern ein in der Alltagssprache übliches und orthographisch korrektes Fugen-s. So heißt es etwa:
- Einkommensteuer
- Körperschaftsteuergesetz (statt Körperschaftssteuergesetz) als Beispiel für den Namen eines Steuergesetzes ohne Fugen-s
- Offizieranwärter anstelle von Offiziersanwärter
- Verbandkasten anstelle von Verbandskasten
- nicht aber Schadenersatz, sondern Schadensersatz (im BGB); in Österreich Schadenersatz ohne Fugen-s (ABGB)

Diese Schreib- und Sprechweise wird insbesondere auch in der Versicherungswirtschaft eingesetzt. So wird der Schadensfall zum Schadenfall.

### Wortneuschöpfungen
Im Beamtendeutsch kommt es mitunter auch zu Neologismen; also der Erfindung neuer Wörter, die im Alltagssprachgebrauch nicht verwendet werden und somit vom Durchschnittsbürger oftmals nicht verstanden werden. Dazu gehören:
- Postwertzeichen: Briefmarke
- fernmündlich: telefonisch
- Großgrün: Baum
- Begleitgrün: Grünstreifen oder Stadtbegrünung beim Straßenbau[12]
- Fahrtrichtungsanzeiger: Blinker (das Fachwort umfasst aber auch den früher zulässigen Winker)[13]
- Lichtsignalanlage,[14] Wechsellichtzeichen,[15] oder Lichtzeichenanlage:[16] Ampel (das Fachwort „Lichtsignalanlage“ ist allerdings umfassender)
- Beschulung: Schulbesuch oder Erfüllung der Schulpflicht[17]
- Beelterung: Vermittlung einer Pflegefamilie für ein Kind[18]

## Handlungsbedarf
Schon lange gibt es unterschiedliche Initiativen, durch die die Behördensprache „so fachbezogen wie nötig“ und dabei „so bürgernah wie möglich“ werden soll, wie es das Bundesverwaltungsamt bereits 2002 in seinem Arbeitshandbuch Bürgernahe Verwaltungssprache anstrebte.

### Mangelhafte Verständlichkeit
Das Leibniz-Institut für Deutsche Sprache forscht zum Thema Verständlichkeit von Verwaltungssprache, wobei der Fokus darauf liegt, gesellschaftliche Teilhabe durch „bürgernahe Sprache“ sicherzustellen. Eine online durchgeführte Befragung von 2900 Personen im Frühling 2021 ergab, dass (in Deutschland) insbesondere die Amtssprache der Finanzbehörden schwer bis gar nicht verstanden wurde. Über die Hälfte der Angeschriebenen mussten Steuerbescheide mehrmals lesen, weil sie diese beim ersten Durchlesen nicht verstanden.
Dabei ist das Problem bereits länger bekannt. Das Bundesministerium der Justiz bemüht sich seit 2015 durch eine Sprachberatung um bessere Verständlichkeit.
Erste Bemühungen auf Ebene der Europäischen Union, verständlichere Rechtsvorschriften herauszugeben, wurden bereits 2012 unternommen, als 55 Vertreter aus elf Mitgliedstaaten der Europäischen Union in Berlin zu einem Symposium zusammenkamen.
Doch obwohl die Behördensprache den Ruf hat, „verquast, umständlich und für die meisten unverständlich“ zu sein, ist es bisher nicht zu substantiellen Verbesserungen gekommen. Problematisch sind nach wie vor die Länge der einzelnen Sätze, die vielen Passivkonstruktionen und die Substantivkonstrukte aus mehreren Fachbegriffen (z. B. Medizinprodukterecht-Durchführungsgesetz) sowie Komposita mit Bestandteilen unterschiedlicher Sprachen (z. B. Corona-Matching-Fazilität).

### Überheblichkeit
Josef König schreibt im Informationsdienst Wissenschaft (idw): „Oberstes Gebot im neuen Schreibstil sind Verständlichkeit und Serviceorientierung, außerdem sollen die Texte die Beziehung zwischen Bürgern und Verwaltung fördern, statt Obrigkeit zu vermitteln oder gar überheblich zu wirken: Die Bürgerin, der Bürger steht im Mittelpunkt.“ In Zeiten der gewaltfreien Kommunikation würden manche Texte als Kasernenton empfunden.
Ein Beispiel hierfür ist der Begriff Rechtsbehelfsbelehrung, durch den impliziert wird, Bürger seien Menschen, die belehrt werden müssten. Die Bundeszentrale für politische Bildung machte bereits 2010 den Vorschlag, den sperrigen Ausdruck einfach durch die gleichermaßen juristisch korrekte Formulierung Ihre Rechte zu ersetzen.
Ein Satz wie „Es wird ausdrücklich darauf hingewiesen, dass kein Rechtsanspruch auf Erteilung einer Befreiung besteht“ ließe sich beispielsweise nicht nur kürzer und verständlicher, sondern auch weniger überheblich formulieren: „Sie haben keinen Rechtsanspruch auf Befreiung.“
Wolf Schneider mutmaßt gar, dass das Behördendeutsch „einem starken Trieb (gehorcht), sich selbst zu zelebrieren und das gemeine Volk auf Distanz zu halten“, es also letztendlich absichtsvoll als Herrschaftsinstrument eingesetzt wird.
Der früher übliche, heute als geschwollen empfundene Floskelgebrauch von „ergebenst“ oder „mit vorzüglicher Hochachtung“ hielt sich bis in die letzten Jahrzehnte des 20. Jahrhunderts.

## Englisch als Verwaltungssprache
Die englische Sprache, die als globale lingua franca gilt, wird von verschiedenen anderssprachigen Behörden angeboten. In manchen deutschen Städten ist sie auch zur Amtssprache erhoben, im Jahr 2015 etwa in Düsseldorf. Dadurch soll die Zugänglichkeit für z. B. Expats und internationale Wissenschaftler auf dem deutschen Arbeitsmarkt erhöht werden. Diese Arbeitskräfte haben meist hohe Einkommen und würden sich eher entscheiden in Deutschland zu bleiben, wenn sie die Behörden besser verstehen und nutzen können, um später die deutsche Sprache zu erlernen.

## Parodien
In der Zeit vom 21. Dezember 1984 wurde (posthum) eine Version des Märchens Rotkäppchen auf Amtsdeutsch von Thaddäus Troll veröffentlicht. Dieser Text wird gerne im schulischen und akademischen Betrieb zur Illustration des Themenbereichs Stilistik herangezogen. Eine Liedparodie auf den Floskelgebrauch in Behörden stammt von Reinhard Mey. Der Refrain lautet: „Einen Antrag auf Erteilung eines Antragsformulars zur Bestätigung der Nichtigkeit des Durchschriftexemplars, dessen Gültigkeitsvermerk von der Bezugsbehörde stammt, zum Behuf der Vorlage beim zuständ’gen Erteilungsamt.“
Eine ausführliche Analyse unter übersetzungswissenschaftlichen Gesichtspunkten unternimmt Heidrun Gerzymisch-Arbogast.